# Boventoonzang
Boventoonzang is een zangtechniek die onder andere is ontstaan in Centraal of Noord-Azië, Tibet, Zuid-Afrika (bij de Xhosa) en Sardinië. Met name Mongolië en de Russische deelrepubliek Toeva staan bekend om hun boventoonzang, die daar keelzang genoemd wordt (Mongools: chuumi, Toevaans: chöömei)  maar ook andere Turkse volkeren, zoals de Altai, Chakassen en Basjkieren praktiseren deze zangtechniek van oudsher. Er bestaan ook vormen van keelzang waarin boventonen oorspronkelijk geen bijzondere rol spelen,  zoals bij de Ainu van Japan, de Inuit van Alaska en Canada en de Saami van Lapland. Pas vrij recent, in de tweede helft van de twintigste eeuw, begonnen zangers en componisten in Europa en de Verenigde Staten te experimenteren met deze techniek, soms onafhankelijk van de traditionele vormen. Dit leidde tot een moderne vorm van boventoonzingen die ver af staat van de traditionele vormen.
Door heel bewust gebruik te maken van formanten is het mogelijk om naast de door de stembanden veroorzaakte grondtoon, de boventonen daarvan zo te versterken dat er als het ware een extra stem ervaren wordt.
Door bijvoorbeeld een (lage) toon te zingen en de mondstand te veranderen: oe – oo – uu – eu – ie hoort men bij gelijkblijvende grondtoon een stijgende melodie. Boventoonzang vraagt veel oefening, stembeheersing en concentratie. Bij het boventoonzingen moet men als het ware zingen vanuit de rug, waarbij een zeer ontspannen houding en een goed contact met de vloer belangrijk is.
Boventoonzingen wordt veel gebruikt in combinatie met klankschalen.
Het fenomeen komt voor in de film 'Genghis Blues' uit 1990 van regisseur Roko Belic over de reis van de blinde Amerikaanse zanger Paul Pena naar de Russische deelrepubliek Toeva.